# Podopteryx roseonotata
Podopteryx roseonotata är en trollsländeart som beskrevs av Selys 1871. Podopteryx roseonotata ingår i släktet Podopteryx och familjen Megapodagrionidae. Inga underarter finns listade i Catalogue of Life.